# 高加索山之戰
高加索山之戰是格魯吉亞王國與蒙古帝國軍隊於1222年秋天發生的戰事。格魯吉亞國王喬治四世迎戰速不台的軍隊，結果蒙古軍決定性勝利。

## 速不台的偵察
當時成吉思汗命速不台追蹤逃走的花剌子模蘇丹阿拉乌丁·摩诃末，他在亞美尼亞東部越冬，和成吉思汗派出的增援部隊會合後進軍格魯吉亞。格魯吉亞國王喬治四世聽到蒙古人的入侵，立即召集他所有的武裝部隊去應戰，總數70000人(蒙古軍則是20000輕騎兵)。

## 戰鬥
速不台派他的弓箭手攻擊然後假裝撤退，感覺到一個機會，格魯吉亞騎兵追趕他們。然後他們中了蒙古軍的埋伏，數千名騎士被殺。

## 事後
國王喬治四世撤退到第比利斯，為蒙古人的另一次襲擊作準備，但它從未到來。因為速不台繼續向北前進，命令征服黑海以北的欽察人。